# Kroatië op het Eurovisiesongfestival 2023
Kroatië nam deel aan het Eurovisiesongfestival 2023 in Liverpool, Verenigd Koninkrijk. Het was de 28ste deelname van het land aan het Eurovisiesongfestival. HRT was verantwoordelijk voor de Kroatische bijdrage voor de editie van 2023.

## Selectieprocedure
Voor de 24ste maal organiseerde de Kroatische omroep HRT de nationale voorronde Dora om de Kroatische inzending voor het Eurovisiesongfestival te selecteren. Tussen 20 september 2022 en 20 november 2022 konden artiesten en tekstschrijvers een nummer insturen naar de omroep om mee te doen aan de voorselectie Dora 2023.
Een negenkoppige jury selecteerde achttien acts uit de ingezonden nummers. Op 11 februari 2023 namen zij het tegen elkaar op in de finale. De winnaar werd voor 50 procent bepaald door tien regionale jury’s en voor 50 procent door het publiek. Let 3 kreeg in totaal 279 punten en mocht voor Kroatië naar het Eurovisiesongfestival.

## In Liverpool
Kroatië trad aan in de eerste halve finale, op dinsdag 9 mei 2023. Let 3 was als zevende van vijftien acts aan de beurt, net na Wild Youth uit Ierland en gevolgd door Remo Forrer uit Zwitserland. Bij het bekend maken van de finalisten werd ook Kroatië genoemd, het land wist voor het eerst sinds het festival van 2017 weer de finale te halen. 
In de finale trad Kroatië als 25ste aan, aan het eind van de puntentelling eindigde Let 3 op een dertiende plek met 123 punten. Vooral bij de televoters wist het land te scoren, daar werd een zevende plaats gehaald met 112 punten, van de Sloveense kijkers kreeg Kroatië 12 punten. Bij de jury's deed het land het echter een stuk slechter in die ranglijst eindige het land voorlaatste met 11 punten. 
1993 · 1994 · 1995 · 1996 · 1997 · 1998 · 1999 · 2000 · 2001 · 2002 · 2003 · 2004 · 2005 · 2006 · 2007 · 2008 · 2009 · 2010 · 2011 · 2012 · 2013 · 2014-2015 · 2016 · 2017 · 2018 · 2019 · 2020 · 2021 · 2022 · 2023 · 2024 · 2025
Albanië · Armenië · Australië · Azerbeidzjan · België · Cyprus · Denemarken · Duitsland · Estland · Finland · Frankrijk · Georgië · Griekenland · Ierland · IJsland · Israël · Italië · Kroatië · Letland · Litouwen · Malta · Moldavië · Nederland · Noorwegen · Oekraïne · Oostenrijk · Polen · Portugal · Roemenië · San Marino · Servië · Slovenië · Spanje · Tsjechië · Verenigd Koninkrijk · Zweden · Zwitserland